# Centrumdemokraterna – Kommunens Väl
Centrumdemokraterna – Kommunens Väl var ett lokalt politiskt parti i Svalövs kommun, som bildades på 1970-talet. Tidigare hette partiet endast Kommunens Väl. Partiet representerades i kommunfullmäktige av bland andra den tidigare socialdemokraten Harry Franzén.
Centrumdemokraterna bedrev en invandringskritisk politik på 1980-talet och har kallats ett högerpopulistiskt missnöjesparti.
I valet 2006 trillade partiet ur kommunfullmäktige.

## Valresultat
| År   | Procent | Mandat         |
| ---- | ------- | -------------- |
| 1976 |         | 4 av 41 mandat |
| 1979 |         | 4 av 41 mandat |
| 1982 |         | 4 av 41 mandat |
| 1985 |         | 4 av 41 mandat |
| 1988 |         | 3 av 41 mandat |
| 1991 |         | 4 av 41 mandat |
| 1994 |         | 3 av 41 mandat |
| 1998 | 4,5%    | 2 av 41 mandat |
| 2002 | 2,1%    | 1 av 41 mandat |
| 2006 | 1,6%    | 0 av 35 mandat |

Partiet ställde även upp i riksdagsvalet 1998, i vilket det fick 377 röster.